# Kostel svatého Michaela archanděla (Bukovina)
Římskokatolický kostel svatého Michaela archanděla v Bukovině byl postaven v roce 1668 v barokním slohu, ačkoliv už ve 14. století je vesnice zmiňována jako farní. Na přelomu 18. a 19. století stavba přišla při požáru o svou jedinou loď a zachován zůstal pouze polygonální presbytář se sakristií, z nichž dnes zbyla jen ruina. Tento filiální kostel náležel ještě za první republiky k farnosti Mětikalov, nyní patří do žlutické farnosti. Od roku 1953 do konce roku 2015 ležel na území vojenského újezdu Hradiště.
Je chráněn jako kulturní památka České republiky.

## Galerie

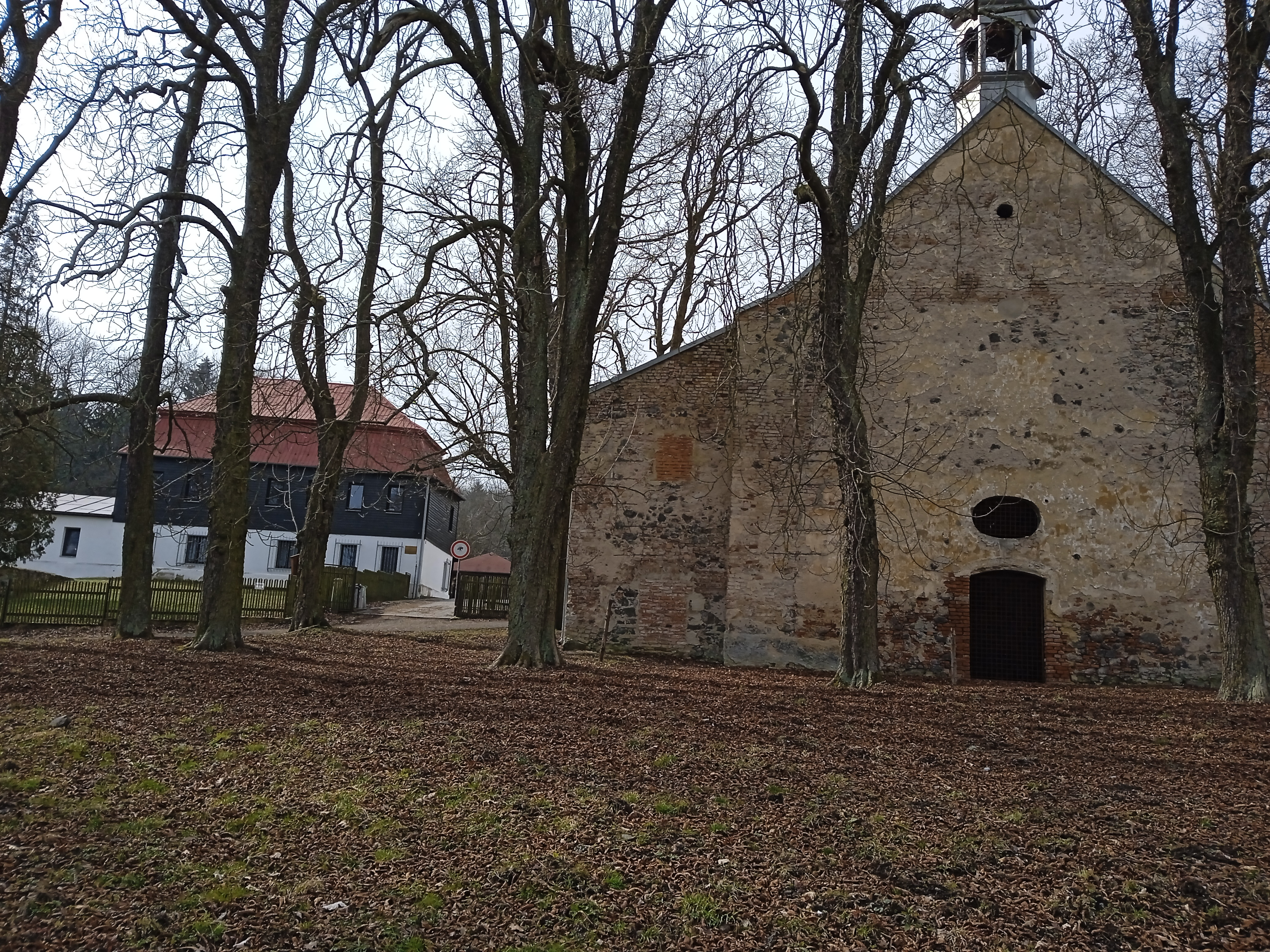
Jihozápadní průčelí kaple, v pozadí Lovecká chata čp. 7
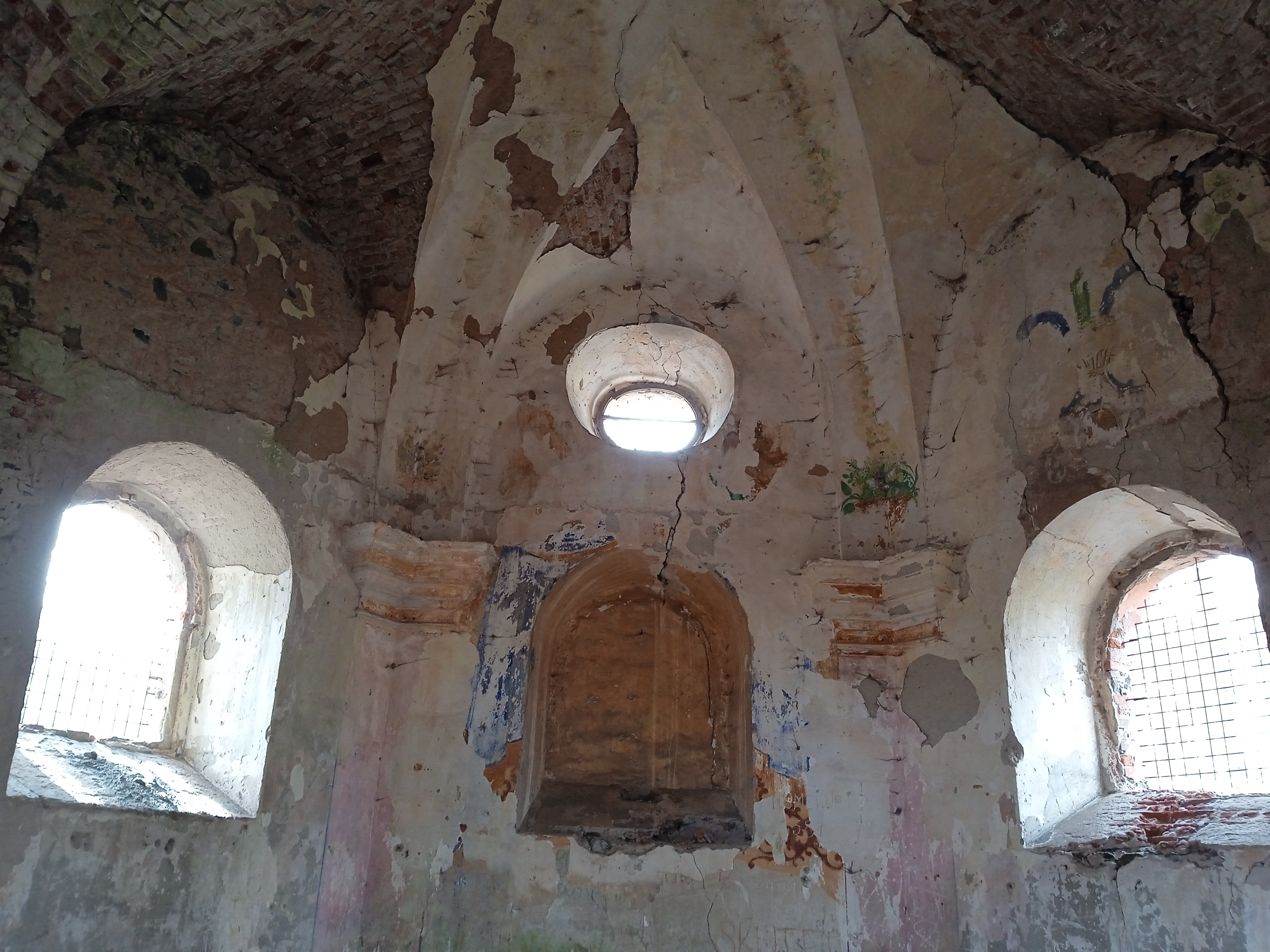
Interiér kaple